# Marcelo Labes
Marcelo Labes   (Blumenau, 9 de setembre de 1984) és un poeta, novel·lista i editor brasiler. L'any 2018 va fundar l'editorial Caiaponte, especialitzada en la publicació d'autors brasilers novells.

## Trajectòria
Fill d'un obrer i d'una treballadora domèstica, Labes va néixer a Blumenau en el si d'una família d'ascendència alemanya. Des de la seva infantesa va demostrar interès i vocació per la literatura. El seu primer contacte amb la lectura va ser quan va trobar un llibre polsós dins d'una capsa de casa seva. El llibre era Espumas Flutuantes, de Castro Alves. Va assistir a una escola pública d'art, i també va estudiar a l'escola de música del Teatre Carlos Gomes. Va fer el batxillerat en un internat de la ciutat d'Ivoti, a l'estat de Rio Grande do Sul, època durant la qual va submergir-se en la lectura Franz Kafka, Jean-Paul Sartre, José Saramago, Albert Camus i Gabriel García Márquez.
L'any 2000 Labes va escriure Dois Amores, un poema publicat al diari Zero Hora. L'any 2002 va començar els estudis de Literatura a la Universitat Regional de Blumenau, però no els va acabar. Va començar a estudiar Ciències Socials l'any 2013, però tampoc no es va graduar.
El 2008 Labes va publicar el seu primer llibre titulat Falações. Més endavant, va publicar Porque Sim Não é Resposta el 2015, i el 2016 el conte O Filho da Empregada. Amb el poemari Enclave va ser finalista del Premi Jabuti l'any 2019. Encara el 2019 va publicar la novel·la Paraízo-Paraguay, amb què va aconseguir el segon lloc al Premi Machado de Assis i va guanyar el Premi São Paulo de Literatura el 2020.
Tres porcs, la seva segona novel·la, narrada en primera persona sobre les vicissituds viscudes per un home que es redescobreix com a víctima d'abús sexual durant la seva infància, va guanyar el Premi Machado de Assis de la Fundação Biblioteca Nacional el 2021. Aquell any va publicar la novel·la Amor de bicho i el poemari O nome de meu pai. L'any 2023 va publicar la novel·la Deus não dirige o destino dos povos, un llibre on debat l'integralisme —una corrent política d'extrema dreta, nascuda sota l'influx del nazisme— al sud del Brasil al llarg del segle xx.